# 尤里奖章
尤里奖章（英語：Urey Medal）是欧洲地球化学协会颁发的科学奖章，以著名科学家哈羅德·尤里的名字命名，以表彰在职业生涯中对地球化学做出巨大贡献的科学家，1990年首次颁发，1998年后改为每年一次且获奖人数一人。

## 得主
- 2007年：哈利·艾德菲德
- 2017年：大谷栄治
- 2020年：吉莉安·班菲尔德
- 2021年：甘利祥子